# Mythicomyia macroglossa
Mythicomyia macroglossa är en tvåvingeart som beskrevs av Hall och Neal L. Evenhuis 1986. Mythicomyia macroglossa ingår i släktet Mythicomyia och familjen svävflugor.
Artens utbredningsområde är Utah. Inga underarter finns listade i Catalogue of Life.